# Eduard Petzold

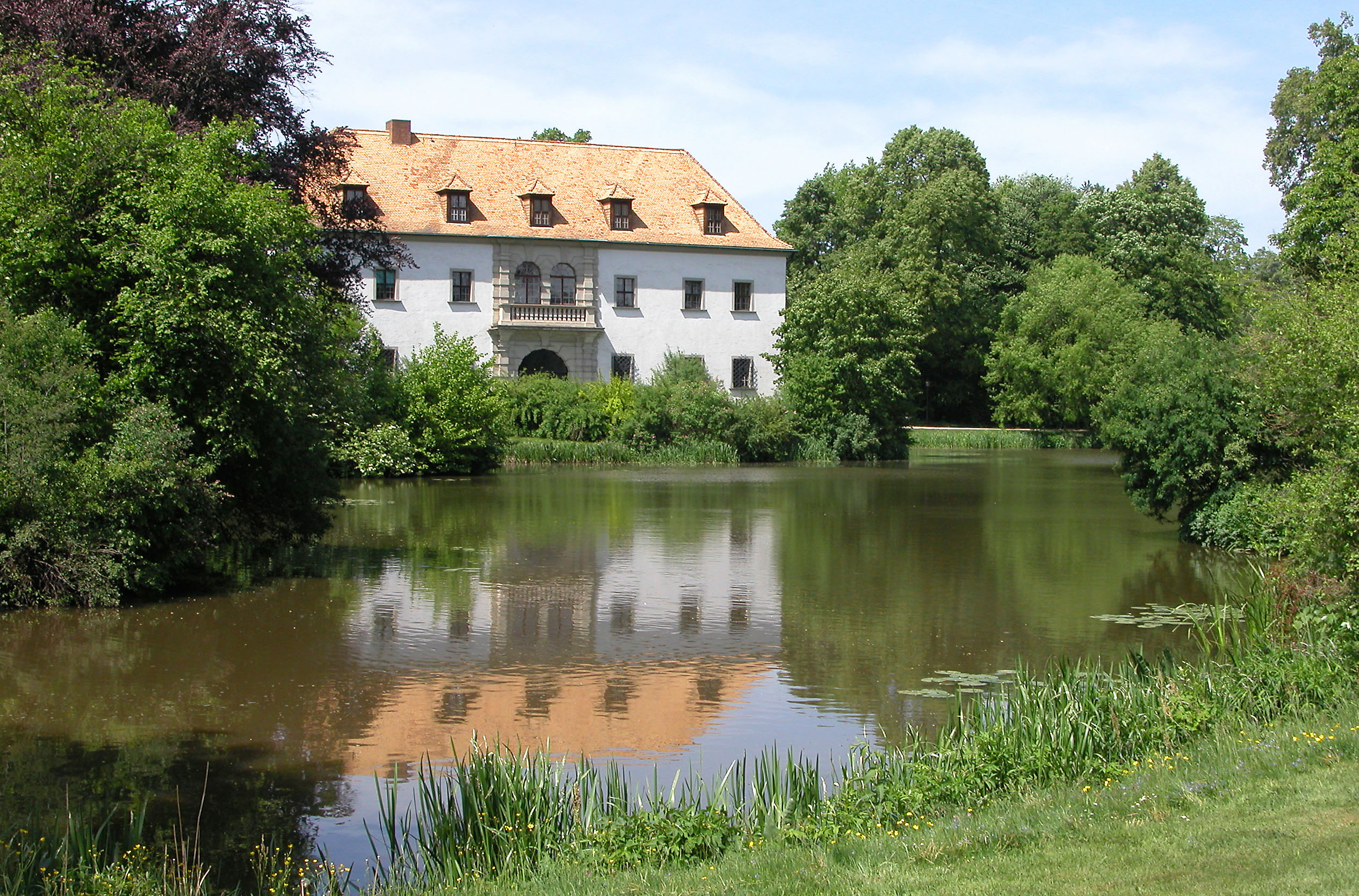
Park i stary zamek w Mużakowie

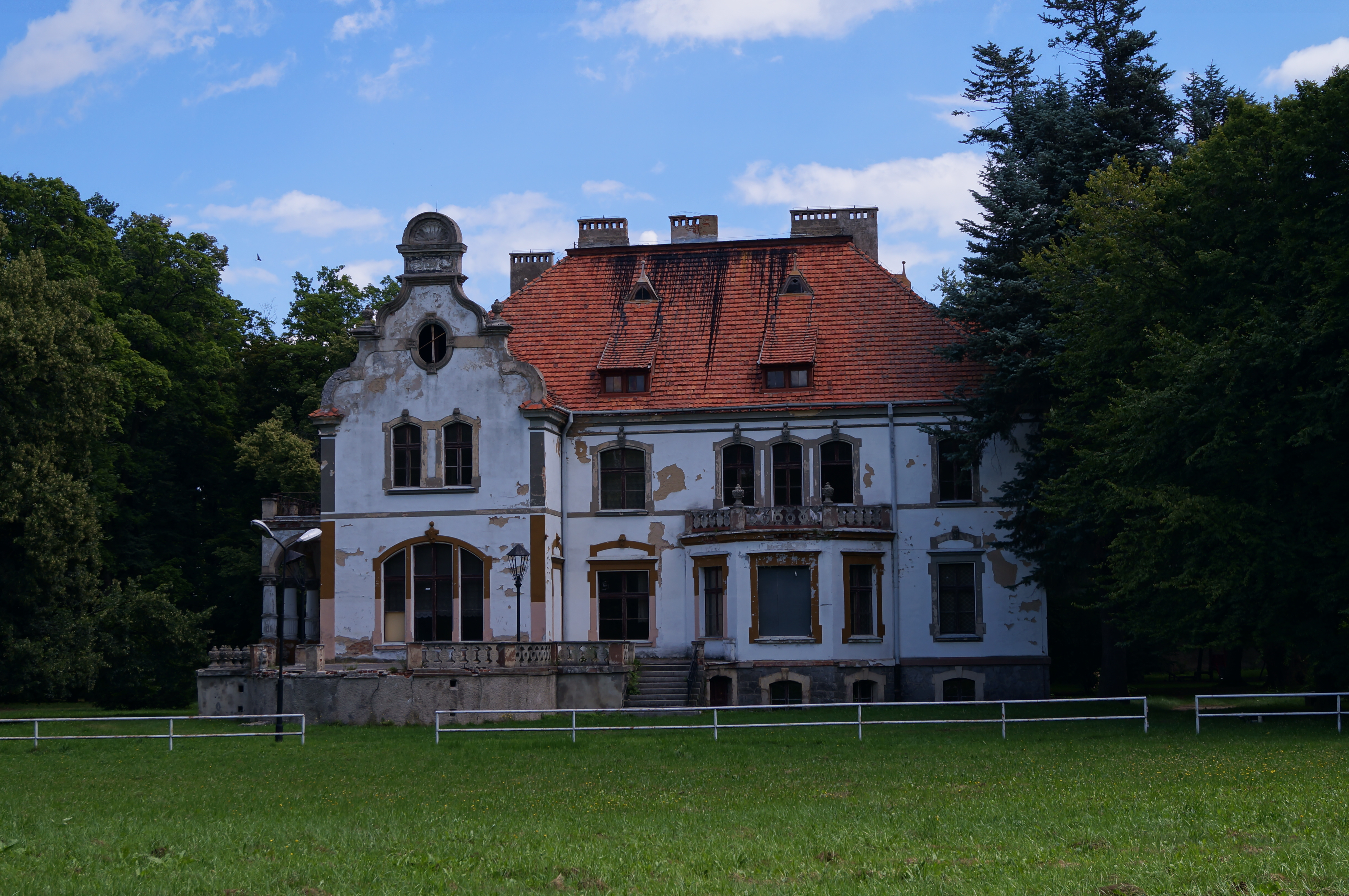
Park i pałac w Targoszynie

Carl Eduard Adolph Petzold (ur. 14 stycznia 1815 roku w Lubniewicach dawn. Königswalde, zm. 10 sierpnia 1891 roku w Blasewitz) – niemiecki architekt krajobrazu, twórca licznych założeń parkowych i ogrodowych, utrzymanych w nurcie malowniczym stylu krajobrazowego. Petzold uznawany jest za najważniejszego kontynuatora warsztatu projektowego Księcia Hermanna von Pückler-Muskau i jednocześnie za ostatniego przedstawiciela twórcy założeń ogrodowych i parkowych czystego stylu krajobrazowego w Europie.

## Życiorys
Był synem pastora Carla Friedricha Christiana Petzolda. W 1826 roku wraz z rodziną przeprowadził się do Mużakowa, gdzie jego ojciec otrzymał posadę superintendenta. W latach 1828–1831 uczęszczał do Szkoły Łacińskiej w Halle (Saale). W 1831 roku rozpoczął naukę ogrodnictwa na dworze księcia Hermanna von Pückler-Muskau – właściciela i projektanta Parku Mużakowskiego nad Nysą Łużycką. Jego nauczycielem był Jacob Heinrich Rehder – nadworny ogrodnik Parku Mużakowskiego.
Eduard Petzold zmarł 10 sierpnia 1891 roku w Blasewitz (obecnie osiedle Drezna).

## Twórczość projektowa
Pierwszym założeniem parkowym, zaprojektowanym przez Petzolda, był stworzony w latach 30. XIX wieku park pałacowy w Maciejowcu. W kolejnych latach rozwijał pomysły księcia von Pückler-Muskau. W latach 1844–1852 pracował jako ogrodnik na dworze wielkiego księcia Saksonii-Weimar-Eisenach w Ettersbergu i Weimarze, natomiast w latach 1852–1872 był nadwornym ogrodnikiem parkowym w Mużakowie, gdzie na zlecenie nowego właściciela, księcia Fryderyka Niderlandzkiego, kontynuował prace związane z tworzeniem parku. Eduardowi Petzoldowi przypisuje się m.in. arboretum we wschodniej części parku, w którym znalazło się miejsca dla prawie 3000 gatunków roślin drzewiastych i krzewiastych.
Eduardowi Petzoldowi przypisuje się autorstwo 174 projektów założeń parkowych na terenie dzisiejszych Niemiec, Polski, Holandii, Austrii, Czech, Bułgarii i Turcji. W jego twórczości znaleźć można zarówno projekty dla osób prywatnych jak i parki miejskie. Zaprojektował między innymi założenie parkowe przy pałacu w Goczałkowie Górnym na Dolnym Śląsku a także udzielił (w 1880 roku) szerokich wskazań dla kształtowania parku przy zamku Sarny (Ścinawka Górna) oraz rozległego fragmentu doliny rzeki Włodzicy pomiędzy zamkiem a dworem we Włodowicach.

## Eduard Petzold współcześnie
W 1998 roku wydana została rozprawa doktorska Prof. Dr Michaela Rohde (Dyrektora ogrodów Pruskiej Fundacji Pałaców i Ogrodów) w postaci monografii pt.: Von Muskau bis Konstantinopel. Eduard Petzold ein europäischer Gartenkünstler 1815-1891. Jest to jedyna jak dotąd monografia poświęcona życiu i twórczości Petzolda.
W 2020 roku Fundacja Odbudowy Dworu Sarny powołała Europejskie Centrum Sztuki Ogrodowej im. Eduarda Petzolda (ECSO) będące pierwszym w Polsce centrum interpretacji sztuki ogrodowej i pierwszą na świecie instytucją imienia Eduarda Petzolda. Współzałożycielami ECSO są architekci krajobrazu i specjaliści ds. ogrodów historycznych, Łukasz Przybylak oraz Jacek Kuśmierski zasiadający także w zarządzie za lozonej w 2024 roku Fundacji im. Eduarda Petzolda.